# Vraignes-lès-Hornoy
Vraignes-lès-Hornoy – miejscowość i gmina we Francji, w regionie Hauts-de-France, w departamencie Somma.
Według danych na rok 2010 gminę zamieszkiwało 87 osób, a gęstość zaludnienia wynosiła 15 osób/km².